# Mudimbi

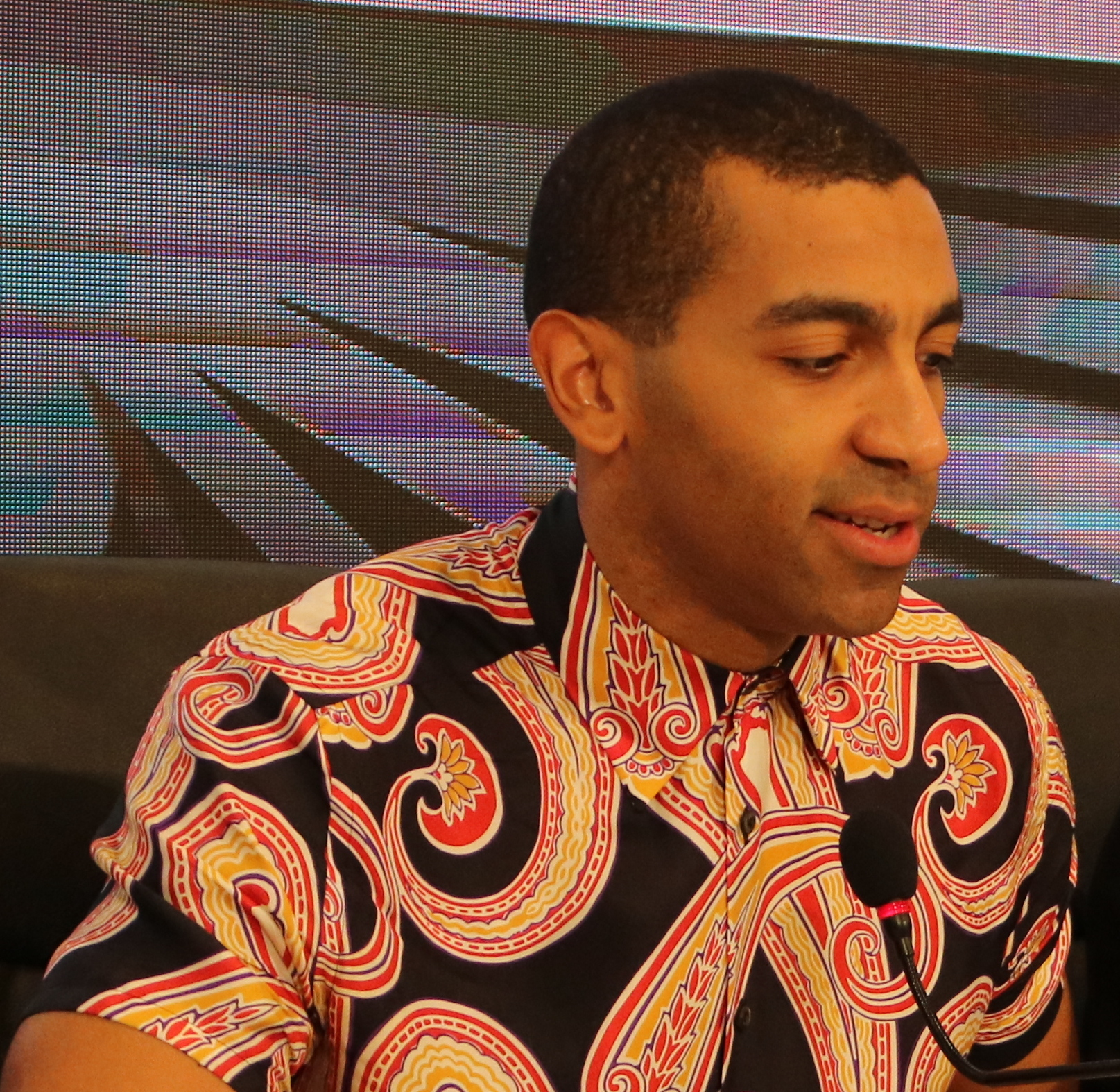
Mudimbi beim Sanremo-Festival 2018

Michel Mudimbi (* 17. Oktober 1986 in San Benedetto del Tronto), bekannt als Mudimbi, ist ein italienischer Sänger und Rapper.

## Werdegang
Mudimbi näherte sich der Hip-Hop-Musik im Alter von 14 Jahren mit dem Song The Real Slim Shady von Eminem. Nach diversen Gelegenheitsjobs und einer Anstellung als Mechaniker veröffentlichte er 2013 das Lied Supercalifrigida, das ihm im Radio zu Popularität verhalf. Im Anschluss arbeitete er an der Titelmelodie für die Sendung Asganaway auf Radio DeeJay mit. 2014 erschien die EP M, ab 2016 widmete sich Mudimbi ausschließlich der Musik.
Schon 2017 erhielt der Musiker einen Plattenvertrag bei Warner, konnte ein Konzert von Samuel eröffnen und am Red Bull Culture Clash teilnehmen. Noch im selben Jahr veröffentlichte Mudimbi sein Debütalbum Michel. Mit dem Lied Il mago konnte er sich in der Show Sarà Sanremo für die Newcomer-Kategorie des Sanremo-Festivals 2018 qualifizieren, wo er im Finale den dritten Platz belegte.

## Diskografie

### Alben
- M (EP; 2014)
- Michel (2017)

### Singles
| Jahr | Titel Album | Höchstplatzierung, Gesamtwochen, AuszeichnungChartsChartplatzierungen (Jahr, Titel, Album, Platzierungen, Wochen, Auszeichnungen, Anmerkungen) | Anmerkungen |
| Jahr | Titel Album | IT | Anmerkungen |
| ---- | ----------- | --- | ----------- |
| 2018 | Il mago     | IT26 (3 Wo.)IT |             |

## Belege
1. 1 2  Alice Castagneri: Rime pungenti e tanta ironia, Mudimbi: “Mi piace essere politicamente scorretto”. In: LaStampa.it. 5. Februar 2018, archiviert vom Original (nicht mehr online verfügbar) am 11. Februar 2018; abgerufen am 11. Februar 2018 (italienisch).  Info: Der Archivlink wurde automatisch eingesetzt und noch nicht geprüft. Bitte prüfe Original- und Archivlink gemäß Anleitung und entferne dann diesen Hinweis.
2. ↑  Che storia ha Mudimbi, uno dei giovani in gara a Sanremo. In: IlPost.it. 9. Februar 2018, abgerufen am 11. Februar 2018 (italienisch).
3. ↑  Mudimbi, il rapper di origini italo-congolesi in gara a Sanremo con il brano “Il mago”. In: Deejay.it. 8. Februar 2018, abgerufen am 11. Februar 2018 (italienisch).
4. ↑  Sanremo 2018, Nuove proposte: chi è Mudimbi. In: TvZap. 9. Februar 2018, abgerufen am 11. Februar 2018 (italienisch).
5. ↑  Mudimbi, classifiche. FIMI, abgerufen am 16. Februar 2018 (italienisch).

| Personendaten    | Personendaten                        |
| ---------------- | ------------------------------------ |
| NAME             | Mudimbi                              |
| ALTERNATIVNAMEN  | Mudimbi, Michel (vollständiger Name) |
| KURZBESCHREIBUNG | italienischer Sänger und Rapper      |
| GEBURTSDATUM     | 17. Oktober 1986                     |
| GEBURTSORT       | San Benedetto del Tronto             |